# Mike Keenan
Michael Edward „Mike“ Keenan (* 21. Oktober 1949 in Bowmanville, Ontario) ist ein ehemaliger kanadischer Eishockeyspieler und derzeitiger -trainer, der zuletzt bis März 2024 Nationaltrainer der italienischen Nationalmannschaft war.

## Karriere

### Als Spieler
Er spielte für das Team der St. Lawrence University und die University of Toronto, bevor er als Senior einige Jahre in der OHA für Whitby antrat.

### Als Trainer
Nachdem es ihm als Spieler nicht gelang, höchstes Niveau zu erreichen, entschied er sich früh zu einer Trainerlaufbahn. Schon mit 30 Jahren übernahm er den Trainerposten bei den Peterborough Petes, einem sehr erfolgreichen Nachwuchsteam, bevor er die Rochester Americans aus der American Hockey League 1983 zum Gewinn des Calder Cup führte. Für ein Jahr kehrte er danach an die University of Toronto zurück und führte das Team zum Titel.
Mit diesen Erfolgen ausgestattet, bekam er seinen ersten Trainerposten in der National Hockey League angeboten. Das Team der Philadelphia Flyers führte er auf Anhieb in die Finalserie um den Stanley Cup. Zwei Jahre später gelang ihm dasselbe noch einmal, doch wie 1985 scheiterten seine Flyers auch 1987 an den Edmonton Oilers um Wayne Gretzky. Auch für die kanadische Nationalmannschaft stand er beim Canada Cup 1987 hinter der Bande.
Ab der Saison 1988/89 coachte er die Chicago Blackhawks. Nach zwei Halbfinalteilnahmen in den ersten beiden Spielzeiten, waren es diesmal die Pittsburgh Penguins, die sein Team im Finale stoppten. In Chicago war er erstmals auch als General Manager tätig gewesen. Nach dem Canada Cup 1991 war Keenan bei der Eishockey-Weltmeisterschaft 1993 zum dritten Mal Trainer des Nationalteams. Zur Saison 1993/94 übernahm er die New York Rangers. Das Team um Kapitän Mark Messier führte er nun zum Stanley-Cup-Gewinn. Wie bei seinen ersten beiden Stationen, verließ er auch sein drittes Team nach dem Erreichen des Finales.
Ohne Finalteilnahme blieb er mit seinem nächsten Team. Nach zweieinhalb Jahren endete jedoch sein Engagement bei den St. Louis Blues. Bei den Blues, bei denen er auch General Manager war, verhinderte er auch die Verwendung des alternativen Trikots, das ihm nicht gefiel.
Auch alle nachfolgenden Versuche Keenans, sein Team in die Playoffs zu bringen, scheiterten. Die Vancouver Canucks und Boston Bruins waren zwischen 1997 und 2001 seine Teams. Ab der Saison 2001/02 trainierte er die Florida Panthers. Ab 2004 übernahm er erneut neben dem Traineramt auch die Position des General Managers, ehe er im Herbst 2006 noch vor Saisonbeginn zurücktrat.
Keenan, der zur Saison 2007/08 als Trainer die Calgary Flames übernahm, kann auf zahlreiche Erfolge zurückblicken. Trotzdem hatte er bei fast all seinen Stationen auch Schwierigkeiten mit Spielern, Managern und Besitzern.
Im Mai 2013 wurde Keenan vom HK Metallurg Magnitogorsk aus der Kontinentalen Hockey-Liga für zwei Jahre verpflichtet. Im Oktober 2015 wurde Keenan kurzfristig seines Postens enthoben und zum sportlichen Berater degradiert.
Im März 2017 wurde Keenan als neuer Cheftrainer von Kunlun Red Star vorgestellt. Später übernahm er zusätzlich Manageraufgaben, wurde aber im November des gleichen Jahres von diesen entbunden und wenige Wochen später auch als Cheftrainer beurlaubt.
Zwischen Oktober 2022 und März 2024 war er Cheftrainer der italienischen Nationalmannschaft.

## Sportliche Erfolge
- Calder Cup: 1983
- Canada Cup: 1987 und 1991
- Stanley Cup: 1994
- Spengler Cup: 1996
- Gagarin-Pokal: 2014

### Persönliche Auszeichnungen
- Jack Adams Award: 1985